# Sisyrosea
Sisyrosea is een geslacht van vlinders van de familie slakrupsvlinders (Limacodidae).

## Soorten
- S. brusha Dyar, 1927
- S. diana (Druce, 1887)
- S. obscura Dyar, 1906
- S. ornata Beutenmüller, 1893
- S. schaefferana Dyar, 1906
- S. textula (Herrich-Schäffer, 1854)